# Malpighiodes guianensis
Malpighiodes guianensis là một loài thực vật có hoa trong họ Malpighiaceae. Loài này được (W.R. Anderson) W.R. Anderson mô tả khoa học đầu tiên năm 2006.